# Карой (Жетисайський район)
Каро́й (каз. Қарой) — село у складі Жетисайського району Туркестанської області Казахстану. Входить до складу Жанааульського сільського округу.
У радянські часи село називалось Женіс.
Населення — 1370 осіб (2021; 1165 у 2009, 956 у 1999, 1300 у 1989).